# Bàng Vạn Xuân
Bàng Vạn Xuân (龐万春, Páng Wànchūn) là một nhân vật hư cấu trong tác phẩm Hậu Thủy hử của tác giả Thi Nại Am. Bàng Vạn Xuân giữ chức tướng quân phục vụ quân đội Phương Lạp, chống lại quân triều đình nhà Tống do Tống Giang làm tiên phong
Ông có biệt hiệu là Tiểu Dưỡng Do Cơ vì tài bắn tên xuất sắc, tài năng của ông có thể so sánh với danh tướng Dưỡng Do Cơ của nước Sở. 

## Xuất hiện
Bàng Vạn Xuân xuất hiện lần đầu tại hồi 118 của Hậu Thủy hử trong trận đánh ải Dục Linh. Khi quân mã của Lư Tuấn Nghĩa tiến gần đến cửa ải Dục Linh, Lư Tuấn Nghĩa sai sáu tướng là Sử Tiến, Thạch Tú, Trần Đạt, Dương Xuân, Lý Trung, Tiết Vĩnh đem 3.000 quân bộ đi trước dọn đường. Không ngờ khi đến ải Bàng Vạn Xuân đã phục kích sẵn ở đó. Bàng Vạn Xuân bắn chết Sử Tiến chỉ bằng một mũi tên, sau đó lệnh cho hai phó tướng là Lôi Quýnh và Kế Tắc cùng quân sĩ từ hai bên sườn núi bắn tên ra như mưa. Cả sáu tướng và gần 3000 quân đều tử trận, chỉ còn hơn trăm người trở về.
Sau đó Bàng Vạn Xuân còn bắn chết một tướng Lương Sơn khác là Âu Bằng, một người giỏi bắt những vật bay trên không. Hậu Thủy hử kể rằng: "...Hai tướng đánh nhau chưa đầy năm hiệp. Bàng Vạn Xuân bỏ chạy. Âu Bằng muốn lập công đầu liền phóng ngựa đuổi theo. Bàng Vạn Xuân bất ngờ quay lại thả một mũi tên Âu Bằng vốn có tài nghệ cao cường liền giơ tay bắt gọn mũi tên của Bàng Vạn Xuân. Nhưng Âu Bằng không ngờ Bàng Vạn Xuân còn quen dùng chiếc cung liên châu một lúc bắn ra nhiều mũi. Âu Bằng đã bắt được mũi tên, yên trí đuổi theo. Bỗng nghe tiếng dây cung rung "phật", mũi tên thứ hai phóng ra trúng đích, hất Âu Bằng ngã ngựa..."

## Cái chết
Bàng Vạn Xuân thừa thắng đêm đó định đến đại doanh của Lư Tuấn Nghĩa để cướp trại. Tuy nhiên Chu Vũ đã biết trước và cho quân mai phục bắt được. Lư Tuấn Nghĩa lệnh quân sĩ xử tử Bàng Vạn Xuân để tế Sử Tiến và Âu Bằng.
Trong phim Thủy hử năm 2011, khi Phương Lạp bị bắt sống, Bàng Vạn Xuân đến cứu, không ngờ bị ngọn giáo do Lâm Xung phóng ra đâm chết.